# Petra Krejsová
Petra Krejsová (* 30. června 1990) je česká profesionální tenistka. Ve své dosavadní kariéře na okruhu WTA Tour zatím nehrála žádný turnaj. V rámci okruhu ITF získala ke konci roku 2016 5 titulů ve dvouhře a 20 titulů ve čtyřhře.
Na žebříčku WTA byla nejvýše ve dvouhře klasifikována k 9. březnu 2015 na 319. místě a ve čtyřhře pak k 14. listopadu 2011 na 270. místě.
Vítězka Mistrovství ČR žen pro rok 2011. Aktuálně je členkou LTK Liberec, v žebříčku ITF k 12. červnu 2019 zaujala 525. místo a z žebříčku WTA vypadla.

## Finálové účasti na turnajích okruhu ITF
| $100,000 tournaments |
| $75,000 tournaments  |
| $50,000 tournaments  |
| $25,000 tournaments  |
| $10,000 tournaments  |

### Čtyřhra (3-6)

#### Vítězka
| Č. | Datum           | Turnaj | Povrch | Spoluhráčka     | Finalistky                              | Výsledek          |
| -- | --------------- | ------ | ------ | --------------- | --------------------------------------- | ----------------- |
| 1. | 19. únor 2011   | Leimen | tvrdý  | Martina Borecká | Kim Kilsdonková Nicolette Van Uitertová | 2:6, 7:6(5), 10:4 |
| 2. | 11. březen 2011 | Dijon  | tvrdý  | Martina Borecká | Maria Abramovičová Sofia Kvatsabaiaová  | 6:3, 6:4          |
| 3. | 7. říjen 2011   | Solin  | antuka | Martina Borecká | Karin Morgošová Lenka Tvarošková        | 3:6, 6:4, 10:3    |

#### Finalistka
| Č. | Datum             | Turnaj       | Povrch | Spoluhráčka        | Vítězky                                   | Výsledek       |
| -- | ----------------- | ------------ | ------ | ------------------ | ----------------------------------------- | -------------- |
| 1. | 16. červenec 2010 | Piešťany     | antuka | Gabriela Horáčková | Veronika Domagalaová Paula Kaniaová       | 1:6, 1:6       |
| 2. | 13. listopad 2010 | Loughborough | tvrdý  | Jana Jandová       | Jocelyn Raeová Jade Windleyová            | 3:6, 7:5, 4:10 |
| 3. | 4. březen 2011    | Lyon         | tvrdý  | Martina Borecká    | Maria Abramovičová Sofia Kvatsabaiaová    | 4:6, 6:3, 5:10 |
| 4. | 14. srpen 2011    | Doboj        | antuka | Martina Borecká    | Vivien Juhászová Barbara Sobaszkiewiczová | 5:7, 3:6       |
| 5. | 30. září 2011     | Umag         | antuka | Martina Borecká    | Lucie Butkovská Natalija Kostičová        | 5:7, 6:3, 6:10 |
| 6. | 5. listopad 2011  | Sunderland   | tvrdý  | Martina Borecká    | Eva Wacannoová Caitlin Whoriskeyová       | 2:6, 6:4, 8:10 |